# Auberi Edler
Auberi Edler est une journaliste française, née le 11 mai 1961. 

## Biographie
Après des études de droit, elle présente les flashs d'information de Canal+ en 1984, puis le journal télévisé de la nuit d'Antenne 2, à partir de septembre 1987. On se souvient des reportages qu'elle a réalisés à Jérusalem pendant la Guerre du Golfe, un masque à gaz sur le visage.
Depuis lors, elle est réalisatrice pour la télévision, avec des réalisations telles que « Il était une fois... Certains l’aiment chaud » diffusé en 2008 sur France 5 et « Il était une fois : Une séparation » diffusé en 2015 sur Eurochannel.

## Filmographie
- Une guerre civile : Elizabethtown, USA (2024)
- Le plus grand lavomatic du monde, Berwyn, USA. Les Films d’Ici Méditerranée/ Arte, Grands Formats (2022)

- Torture propre: une invention américaine. Program33/Arte (2019) (Etoile de la SCAM 2020)
- 1968, Actes Photographiques. Les Films d’Ici Méditerranée/France 3 (2018)
- Cathy at War. Contact Press NYC (2018)
- Jacquotte et les dockers. Quark/France 3 (2018)
- Il était une fois... Rosetta. Folamour/Arte (2015)
- Land of Dust. IRIN (2014)
- Il était une fois... Le Havre. Folamour/Arte (2014)
- Il était une fois... Une Séparation. Folamour/Arte (2013)
- L’équation de l’amour. Emprein